# Штрайбель, Карл
Карл Рихард Йозеф Штрайбель (нем. Karl Richard Josef Streibel; 11 октября 1903, Нойштадт, Верхняя Силезия, Германская империя — 5 августа 1986, Гамбург, ФРГ) — штурмбаннфюрер СС, комендант концлагеря Травники.

## Биография
Карл Штрайбель родился 11 октября 1903 года в семье столяра. С 1909 по 1917 год посещал народную школу. Получил торговое образование в 1920 году по специальности продавец в сфере оптовой торговли. После этого оставался в учебной компании в течение нескольких месяцев, а затем около двух лет работал помощником в компании «Мильде» в Цигенхальсе. В 1922 году переехал в Бразилию. Первоначально работал у итальянского принца, который был советником в итальянском посольстве и нанимал немецкий персонал. Впоследствии Штрайбель перебивался случайными заработками, пока не устроился на работу в магазин, которым управляли немцы. 26 октября 1925 года женился, в 1927 году в браке родилась дочь. В 1928 году вместе с женой и дочерью вернулся в Германию и взял на себя управление продуктовым магазином в Нойштадте, однако эта возможность оказалось неуспешной. Штрайбель позже открыл ресторан, который в 1932 году в связи с экономическим кризисом пришлось закрыть.
В 1930 году присоединился к Штурмовым отрядам (СА). В 1931 году вступил в НСДАП (билет № 554023). 10 февраля 1933 года был зачислен в ряды СС (№ 60152). С 1 января 1934 года был клерком в отделе кадров и вел личные дела унтер-офицеров 24-го абшнита СС. В 1935 году служил в вермахте и стал ефрейтором запаса. 28 сентября 1936 года стал унтерштурмфюрером СС. 1 января 1937 года стал адъютантом и сотрудником отдела кадров в 24-м абшните СС. С 1 апреля по 12 мая 1937 года вновь проходил военную службу в вермахте. 9 ноября 1937 года был произведен в оберштурмфюреры СС. С 1 апреля 1938 года служил адъютантом в 45-м абшните СС в Оппельне.
После начала Второй мировой войны служил в штабе Одило Глобочника, где был задействован в вербовке фольксдойче в органы СС и СД. В 1940 году был переведён в оккупированную Польшу. 27 августе 1940 года был откомандирован в концлагерь Белжец на пограничный пост. Со 2 января по 20 февраля 1941 года был адъютантом и командиром роты в запросном батальоне специального назначения в Люблине. С 21 февраля по  26 октября 1941 года состоял в инспекции специальной службы в качестве представителя губернатора дистрикта Кракова. С 27 октября 1941 года был комендантом концлагеря Травники, созданного для проведения учебной подготовки охранников-коллаборационистов. За время его руководства в концлагере прошли подготовку более 3000 человек. Во время отступления из района Люблина, которое началось в июле 1944 года, подразделение лагеря Травники оставалось под командованием Штрайбеля как батальон СС. Во время отступления батальон использовался для выполнения различных задач, в том числе для создания оборонительных сооружений и выполнения работ по очистке Дрездена после сильной бомбардировки в начале 1945 года и сжигания тел жертв. 
В мае 1945 года попал в американский плен под Пилзеном. Штрайбель был доставлен в лагерь для военнопленных СС Лангвассере. По инициативе американского коменданта лагеря ему вскоре пришлось взять на себя командование батальоном в лагере и заняться вопросами размещения и питания. В марте 1948 года был освобожден из плена. После освобождения из интернирования сначала работал в строительной компании в Фюрте в качестве подсобного рабочего. В 1954 году  открыл киоск в Херфорде, который был закрыт из-за неуспешного управления и принес мало прибыли. Он торговал фруктами и овощами, затем шоколадом, кофе и другими товарами при непостоянном спросе. Примерно через год открыл небольшой продуктовый магазин неподалеку, который закрыл в январе 1956 года, чтобы управлять более крупным магазином. 9 ноября 1955 года женился во второй раз. Его жена, парикмахер по образованию, бросила свое занятие и впоследствии частично управляла вторым небольшим продуктовым магазином, которым ее муж руководил в 1958/1959 году. Штрайбель был обвиняемым на судебном процессе, проходившем в Гамбурге с 5 декабря 1972 по 3 июня 1976 года, на котором он был оправдан.